# Landoltia
Landoltia, monotipski rod kozlačevki, dio potporodice Lemnoideae. Jedina vrsta  je L. punctata.
Izvorno područje ove vrste je tropska Amerika do središnjeg Čilea. Hidrogodišnja je biljka i prvenstveno raste u sezonski suhim tropskim biomima. Koristi se kao hrana za životinje. Uvezena je u Sjevernu Ameriku

## Sinonimi
- Spirodela punctata (G.Mey.) C.H.Thomps.
- Lemna gibba Blanco
- Lemna javanica F.A.Bauer ex Hegelm.
- Lemna melanorrhiza F.Muell. ex Kurz
- Lemna oligorrhiza Kurz
- Lemna pusilla Hegelm.
- Lemna punctata G.Mey.
- Spirodela sichuanensis M.G.Liu & K.M.Xie
- Spirodela oligorrhiza var. javanica Hegelm.
- Spirodela oligorrhiza (Kurz) Hegelm.
- Spirodela oligorrhiza var. melanorrhiza Hegelm.
- Spirodela punctata (G.Mey.) C.H.Thomps.
- Spirodela pusilla (Hegelm.) Hegelm.

## Vanjske poveznice
- L. punctata
- L. punctata
- L. punctata